# Куза (оружие)

Куза придворной стражи, около 1530 г.

Куза (фр. couse) — европейское древковое оружие, разновидность глевии.
Представляет собой ножевидный наконечник, втульчато насаженный на деревянное древко. Отличалось прямо направленным остриём и отсутствием дополнительных элементов. Предназначалось, преимущественно, для нанесения рубящих, а не колющих ударов.
Встречается с XV века во Франции. Приобрела популярность после битвы при монастыре Св. Якоба во время Старой Цюрихской войны (1440—1446). Это оружие преимущественно состояло на вооружении гвардейцев и телохранителей во многих странах Европы, включая Испанию и Германию. Последний император, телохранители которого использовали кузы — Иосиф II (XVIII век).